# 諾亞克 (紐約州)
諾亞克（英語：Noyack）是位於美國紐約州薩福克縣的普查規定居民點。

## 人口
根據2020年美國人口普查的數據，諾亞克的面積為22.58平方千米，當中陸地面積為21.75平方千米，而水域面積為0.83平方千米。當地共有人口4325人，而人口密度為每平方千米191.54人。